# Gabino Santillán
Gabino Santillán är en ort i Mexiko.   Den ligger i kommunen Durango och delstaten Durango, i den centrala delen av landet, 800 km nordväst om huvudstaden Mexico City. Gabino Santillán ligger 1 875 meter över havet och antalet invånare är 683.
Terrängen runt Gabino Santillán är huvudsakligen platt, men åt sydväst är den kuperad. Runt Gabino Santillán är det ganska tätbefolkat, med 60 invånare per kvadratkilometer. Närmaste större samhälle är Victoria de Durango, 7,7 km nordväst om Gabino Santillán. Trakten runt Gabino Santillán består till största delen av jordbruksmark.